# Mary McCaslin
Pour les articles homonymes, voir McCaslin.
Mary McCaslin est une chanteuse américaine de musique folk et country née le 22 décembre 1946 à Indianapolis et morte le 2 octobre 2022 à Hemet en Californie.

## Biographie
Mary Noel McCaslin est née le 22 décembre 1946 à Indianapolis dans l'Indiana. Adoptée à la naissance, elle grandit à Indianapolis jusqu'à l'âge de six ans où elle déménage avec sa famille à Redondo Beach en Californie .
Influencée par le rock 'n' roll, le bluegrass et la country, elle commence à se produire au Troubadour à Los Angeles au milieu des années 1960. Elle enregistre son premier album en 1969, Goodnight Everybody, entièrement constitué de reprises, puis Way Out West en 1973 sur le label Philo Records (en) qui inclut quelques-unes de ses propres compositions. En 1978, elle enregistre avec son mari Jim Ringer l'album The Bramble and the Rose.
Elle meurt le 2 octobre 2022 à Hemet en Californie des suites d'une paralysie supranucléaire progressive.